# Новодмитриевка (Дагестан)
Новодмитриевка — село в Тарумовском районе Дагестана. Образует сельское поселение село Новодмитриевка как единственный населённый пункт в его составе.

## Географическое положение
Расположено в 4 км от районного центра села Тарумовка, на берегу реки Прорва.

## История
В период Столыпинской реформы, по указу царского правительства началось освоение земель огромной территорией Терской области. Это было удобное место для использования плодородных земель. В результате переселения крестьян на этом месте появились хутора: Дмитриевский, Херсонский и Болгарский.
Селение Новодмитриевка было образовано в 1918 году, в результате объединения хуторов Херсонский и Болгарский, а также ногайского аула Чубутла.

## Население
| 1914  | 1926  | 1970  | 1989  | 2002  | 2010  | 2012  |
| ----- | ----- | ----- | ----- | ----- | ----- | ----- |
| 112   | ↗182  | ↗2522 | ↘1602 | ↗1938 | ↗2293 | ↘2221 |
| 2013  | 2014  | 2015  | 2016  | 2017  | 2018  | 2019  |
| ↘2147 | →2147 | ↘2120 | ↘2102 | ↘2090 | ↘2042 | ↘1994 |
| 2020  | 2021  | 2023  | 2024  | 2025  |       |       |
| ↘1978 | ↗2096 | ↘2058 | ↘2032 | ↗2059 |       |       |

Национальный состав
По данным Всесоюзной переписи населения 1926 года:
| № | Национальность | Численность, чел. | Доля |
| - | -------------- | ----------------- | ---- |
| 1 | русские        | 174               | 96 % |
| 2 | ногайцы        | 8                 | 4 %  |

По результатам Всероссийской переписи населения 2010 года:
| № | Национальность | Численность, чел. | Доля   |
| - | -------------- | ----------------- | ------ |
| 1 | ногайцы        | 1520              | 66,3 % |
| 2 | даргинцы       | 527               | 23,0 % |
| 3 | казахи         | 70                | 3,1 %  |
| 4 | русские        | 58                | 2,5 %  |
| 5 | чеченцы        | 47                | 2,0 %  |
| 6 | аварцы         | 26                | 1,1 %  |
| 7 | другие         | 45                | 2,0 %  |